# Île du Grand Rigolet Ouest
L'île du Grand Rigolet Ouest est située dans l'Est du Québec en Basse-Côte-Nord dans la Côte-Nord au Canada.